# Вилард (Њу Мексико)
Вилард (енгл. Willard) град је у америчкој савезној држави Њу Мексико.

## Демографија
По попису из 2010. године број становника је 253, што је 13 (5,4%) становника више него 2000. године.
| Група             | 2000.       | 2010.       |
| Белци             | 35 (14,6%)  | 39 (15,4%)  |
| Афроамериканци    | 2 (0,8%)    | 3 (1,2%)    |
| Азијати           | 0 (0,0%)    | 2 (0,8%)    |
| Хиспаноамериканци | 200 (83,3%) | 207 (81,8%) |
| Укупно            | 240         | 253         |